# Pelengrupsvogel
De pelengrupsvogel (Coracina schistacea) is een zangvogel uit de familie van de rupsvogels. 

## Verspreiding en leefgebied
Het is een endemische vogel op de Soela-eilanden en de Banggai-eilanden. Peleng is het grootste eiland van de Banggai-eilanden.

## Status
De pelengrupsvogel heeft een relatief klein en gefragmenteerd verspreidingsgebied. Toch wordt de kans op uitsterven gering geacht. De grootte van de populatie is niet gekwantificeerd, maar de vogel is plaatselijk nog algemeen en er is geen aanleiding te veronderstellen dat de soort in aantal achteruit gaat. Om deze redenen staat deze rupsvogel als niet bedreigd op de Rode Lijst van de IUCN.

## Taxonomie
Over de indeling van deze soort bestaat geen consensus, hij behoort tot een complex van nauw verwante rupsvogels waaronder Javaanse rupsvogel en de grote rupsvogel.